# 塞杜·熱巴內
塞杜·熱巴內（Seydou Gbané，1992年4月12日—）是一名象牙海岸男子跆拳道運動員。他曾經獲得2018年非洲跆拳道錦標賽男子87公斤級金牌以及2019年非洲運動會跆拳道比賽男子87公斤級金牌。

## 外部連結
- TaekwondoData.com （页面存档备份，存于）
- 塞杜·熱巴內的Facebook專頁